# Livada
Livada (węg. Sárköz) – miasto w Rumunii, w okręgu Satu Mare. Liczy 7 tys. mieszkańców (2002).